# Chřástal polní

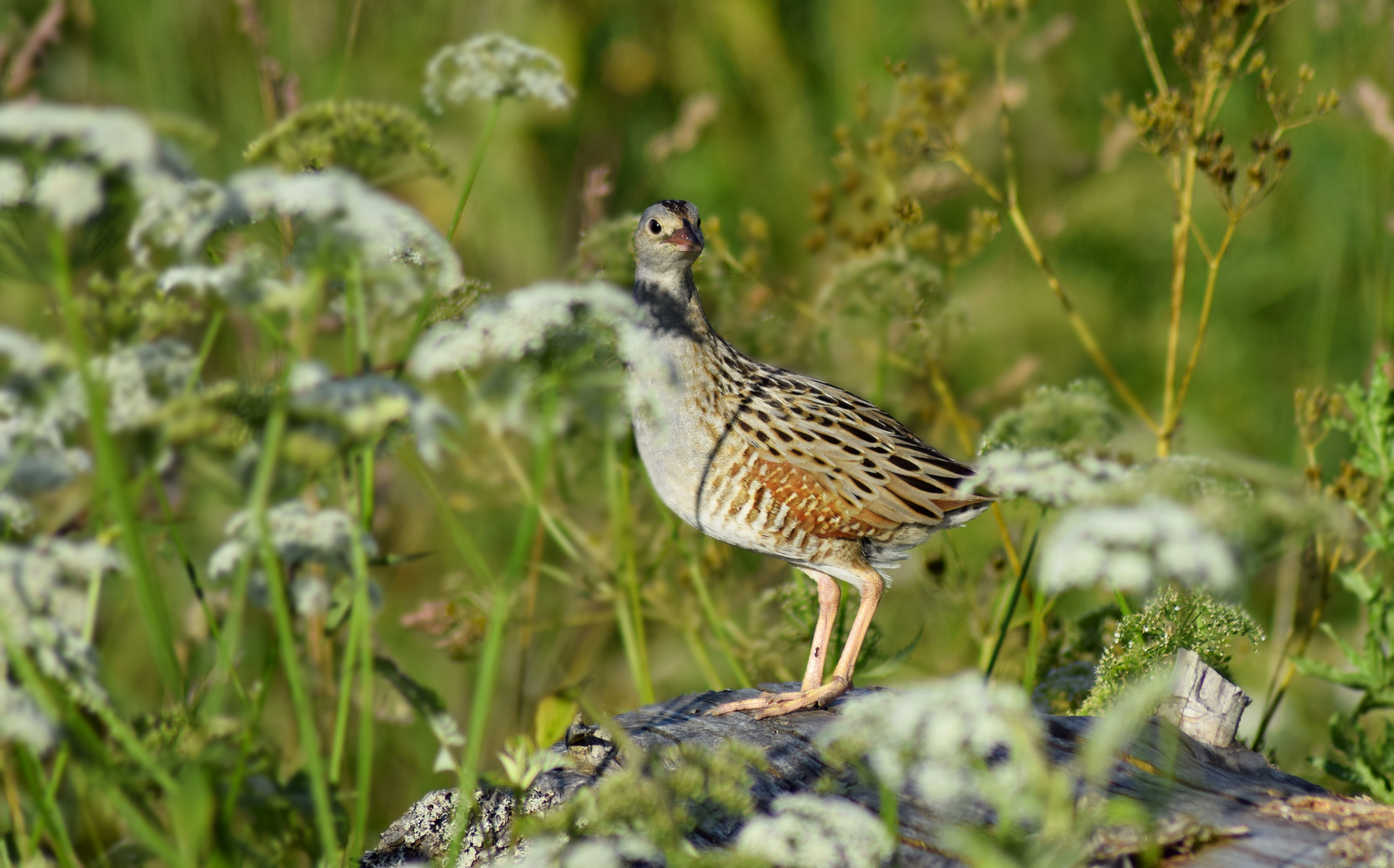
Chřástal polní v typickém prostřední

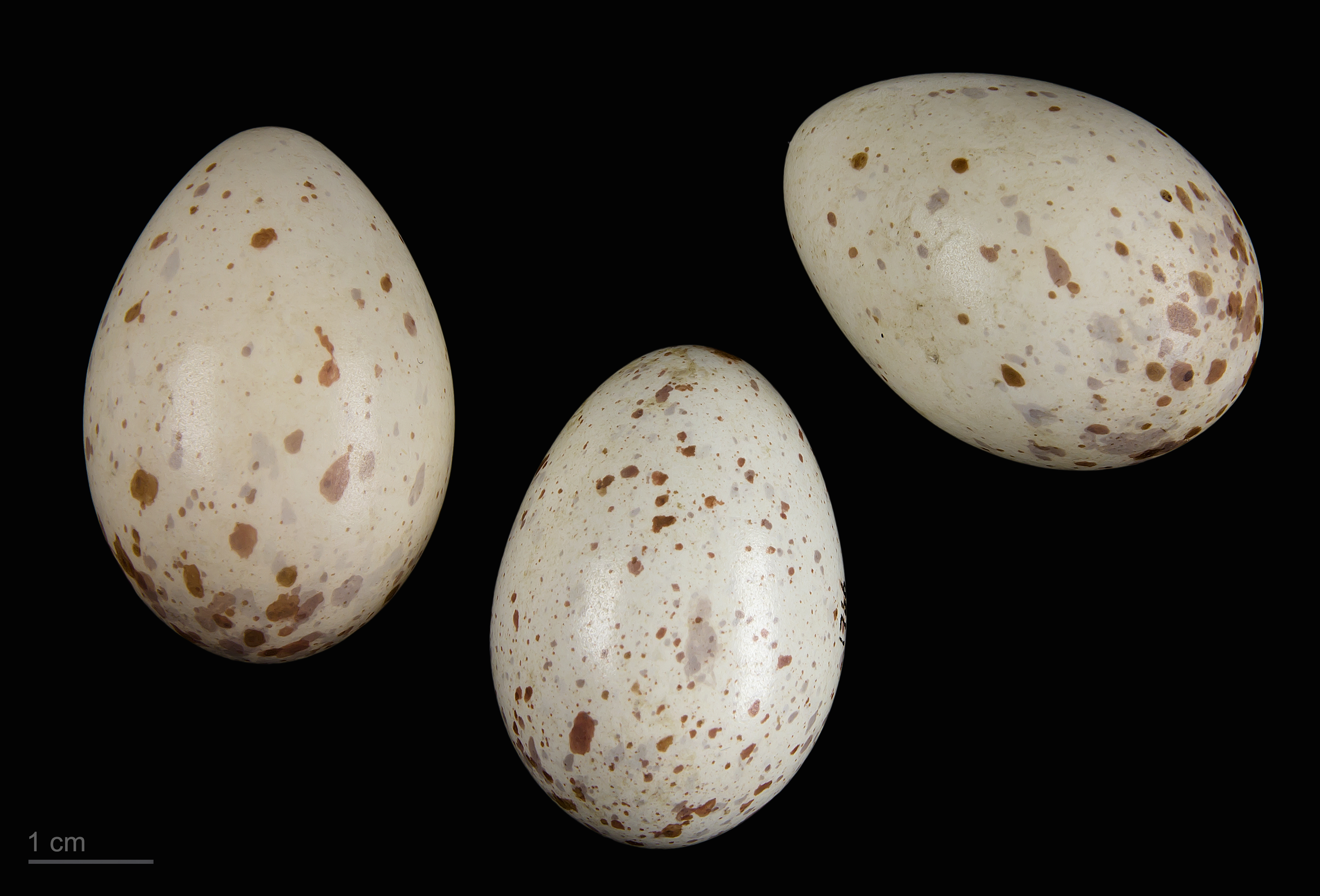
Vejce chřástala polního

Chřástal polní (Crex crex) je středně velký monotypický druh chřástala z řádu krátkokřídlých.

## Popis
Menší než koroptev (délka těla 22–25 cm), štíhlý. Celkové zbarvení je šedavě žlutohnědé, svrchu černě skvrnité, s kaštanově hnědými křídly a boky, které jsou navíc světle příčně proužkované, modrošedým očním proužkem a šedou stranou hrudi (u samice méně nápadnou). Zobák je hnědý s tmavou špičkou, nohy světle masové.
Hlasem je zvláště za soumraku a v noci slyšitelné, vytrvale opakované chřást chřást nebo krex krex.

## Rozšíření
Hnízdí v rozmezí od západní Evropy po střední Asii. Je tažný, evropští ptáci zimují hlavně v subsaharské Africe. Přílet na naše území probíhá hlavně v květnu, odlet od září do října.
V České republice hnízdí roztroušeně na celém území, hlavně ve vyšších polohách. Po dočasném ústupu a úbytku počtů se opět rozšiřuje, jeho početnost se odhaduje na 1500–1700 párů (ve srovnání s 200–400 páry v roce 1989).
Hnízdí na vlhkých loukách, ale také na loukách s vysokým porostem a pastvinách.

## Potrava
V potravě převládá živočišná složka, tvořená hlavně hmyzem, ale i červy, měkkýši a pavoukovci. Rostlinnou složku, zastoupenou zvláště na podzim, tvoří semena a zelené části rostlin.

## Hnízdění
Sukcesivně polygamní druh, hnízdící 1× až 2× ročně. Samci zůstávají se samicemi pouze krátce (obvykle 7–10 dnů), poté je opouští a začínají hledat další samice, někdy i značně daleko od místa prvního hnízdění (jsou známy přesuny i na stovky kilometrů, např. ze Šumavy do západního Švýcarska). Veškerou hnízdní péči obstarává samice. Hnízdo je na zemi, snůška čítá 9–11 (7–13) zelenavých, nažloutle zelených až světle hnědožlutých, tmavě skvrnitých vajec o velikosti 36,7 × 26,4 mm. Inkubační doba trvá 16–19 dnů. Mláďata opouští hnízdo krátce po vylíhnutí a již po 3–4 dnech se krmí sama. V případě prvního hnízdění samici opouští už ve věku 12 dnů, vzletná jsou však po 5 týdnech a plné vyspělosti dosahují až ve stáří 7–8 týdnů.

## Ohrožení
Chřástal polní patří v celé Evropě k silně ubývajícím druhům. Je ohrožován zejména vyžínáním lučních porostů. Vzhledem k tomu, že se od 90. let 20. století využívá tráva spíše pro výrobu siláže než sena, louky se kosí již v červnu, kdy chřástalové hnízdí. Zvláště nebezpečné je, pokud žací stroj objíždí louku od krajů do středu po spirále. Chřástalové neodletí, ale hledají úkryt v husté trávě uprostřed louky, kde je nakonec usmrtí nebo poraní žací lišty. Pokud se odhodlají vyběhnout na pokosenou louku, stávají se snadnou kořistí dravců a vran. Při kosení jsou často zničena také hnízda chřástalů s vejci.
Nejlepším řešením je posunout dobu senoseče na červenec či počátek srpna, kdy už mají chřástalové vyvedená mláďata a nejsou tolik ohrožení. Prospěšné je i využívání alternativních technik, zejména ručního kosení.

## Ochrana
Chřástal polní je silně ohrožený druh dle vyhlášky č. 395/1992 Sb. (chráněný zákonem č. 114/1992 Sb.).
Dle § 5 odst. 3 tohoto zákona by se měli zemědělci vyhýbat místům, kde se chřástali nachází a posekat je až později (citace: „Fyzické a právnické osoby jsou povinny při provádění zemědělských, lesnických a stavebních prací, při vodohospodářských úpravách, v dopravě a energetice postupovat tak, aby nedocházelo k nadměrnému úhynu rostlin a zraňování nebo úhynu živočichů nebo ničení jejich biotopů, kterému lze zabránit technicky i ekonomicky dostupnými prostředky. Orgán ochrany přírody uloží zajištění či použití takovýchto prostředků, neučiní-li tak povinná osoba sama.“).
Z Rozhodnutí MŽP Č. j.: MZP/2019/570/621 lze citovat, že „plochy, které jsou biotopem zvláště chráněných druhů v kategorii silně ohrožené a kriticky ohrožené, musí být obdělávány tak, aby nebyly v rozporu se zákazy k jejich ochraně, jinak jen pokud by byla povolena výjimka; vyloučení zvláštní ochrany pro běžné obhospodařování podle § 50 odst. 3 zákona č. 114/1992 Sb., kdy stačí stanovisko ke způsobu a době zásahu, se týká pouze zvláště chráněných druhů v kategorii ohrožený.“. Případně je třeba žádat o výjimku dle § 56 zákona č. 114/1992 Sb.